# Cuerpo (matemáticas)
En matemática, concretamente en el campo del álgebra abstracta, un cuerpo (en ocasiones llamado campo como traducción de inglés field) es un sistema algebraico en el cual las operaciones llamadas  adición y multiplicación se pueden realizar y cumplen las propiedades: asociativa, conmutativa y distributiva de la multiplicación respecto de la adición, además de la existencia de inverso aditivo, de inverso multiplicativo y de un elemento neutro para la adición y otro para la multiplicación, los cuales permiten efectuar las operaciones de sustracción y división (excepto la división por cero); estas propiedades ya son familiares de la aritmética de números racionales.
Los cuerpos son estructuras algebraicas importantes de estudio en diversas ramas de las matemáticas puras: álgebra abstracta, análisis matemático, teoría de números, geometría, topología, física matemática, etc.; puesto que proporcionan generalizaciones apropiadas de operaciones binarias en conjuntos y sistemas de números tales como los conjuntos de números racionales, números reales y números complejos.
El concepto de un cuerpo se usa, por ejemplo, al definir y construir formalmente un espacio vectorial y las transformaciones en estos objetos, dadas por matrices, objetos en el álgebra lineal cuyos componentes pueden ser elementos de un cuerpo arbitrario. La teoría de Galois estudia las relaciones de simetría en las ecuaciones algebraicas, desde la observación del comportamiento de sus raíces y las extensiones de cuerpos correspondientes y su relación con los automorfismos de cuerpos correspondientes.

## Definición
Un cuerpo es un anillo de división conmutativo, es decir, un anillo conmutativo y unitario en el que todo elemento distinto de cero es invertible respecto del producto. Por tanto un cuerpo es un conjunto K en el que se han definido dos operaciones, + y ·, llamadas suma y multiplicación respectivamente, que cumplen las siguientes propiedades:
K es cerrado para la adición y la multiplicación
Para todo a, b en K, a + b y a · b pertenecen a K (o más formalmente, + y · son operaciones matemáticas en K);
Asociatividad de la adición y la multiplicación
Para toda a, b, c en K, a + (b + c) = (a + b) + c y a · (b · c) = (a · b) · c.
Conmutatividad de la adición y la multiplicación
Para toda a, b en K, a + b = b + a y a · b = b · a.
Existencia de un elemento neutro para la adición y la multiplicación
Existe un elemento 0 en K, tal que para todo a en K, a + 0 = a.
Existe un elemento 1 en K, diferente de 0, tal que para todo a en K, a · 1 = a.
Existencia de elemento opuesto y de inversos:
Para cada a en K, existe un elemento -a en K, tal que a + (- a) = 0.
Para cada a ≠ 0 en K, existe un elemento a -1 en K, tal que a · a-1 = 1.
Distributividad de la multiplicación respecto de la adición
Para toda a, b, c, en K, a · (b + c) = (a · b) + (a · c).
El requisito a ≠ 0 asegura que el conjunto que contiene solamente un cero no sea un cuerpo, y de paso elimina la posibilidad de que en el cuerpo existan divisores de cero distintos de 0, lo que lo convierte también en un dominio de integridad. Directamente de los axiomas, se puede demostrar que (K, +) y (K - { 0 }, ·) son grupos conmutativos y que por lo tanto (véase la teoría de grupos) el opuesto -a y el inverso a-1 son determinados únicamente por a. Además, el inverso de un producto es igual al producto de los inversos:
(a·b)-1 = a-1 · b-1
con tal que a y b sean diferentes de cero. Otras reglas útiles incluyen
-a = (-1) · a
y más generalmente
- (a · b) = (-a) · b = a · (-b)
así como
a · 0 = 0,
todas reglas familiares de la aritmética elemental.

### Definiciones alternativas
Sintéticamente, un anillo P se denomina «cuerpo», si consta no solo del cero y en él es posible la división en todos los casos (salvo la división por cero), determinándose esta unívocamente, esto es, si para cualquier elemento m y n de P, de los cuales n es diferente de cero, existe en P un elemento q, y solo uno, que cumple la igualdad nq = m. El elemento q se denomina cociente de los elementos m y n y se denota q = m/n.
- Un cuerpo F es un dominio de integridad que contiene para cada elemento a ≠ 0 un «inverso» a-1 que verifica la igualdad:

a-1·a = 1.
- El campo H es un anillo conmutativo provisto de unidad 1 ≠ 0, en el que cada elemento ≠ 0 es invertible. El grupo H* = U(H), formado por todos los elementos que tienen inverso multiplicativo, se llama «grupo multiplicativo del campo».

El campo resulta (un) como un híbrido de dos campos abeliano, uno aditivo y otro multiplicativo, ligados por la ley distributiva, que basta una presentación por gozar de la propiedad conmutativa la multiplicación. El producto CD-1 se escribe en notación fraccionaria como c/d. La fracción c/d está determinada sólo cuando d ≠ 0, es la única solución de la ecuación dt = c.

#### Indicaciones para fracciones
1. l/m = n/p s.s.s lp = mn, m,p ≠ 0. Equivalencia de fracciones
2. l/m + n/p = (lp +mn) / mp. m,p ≠ 0. Adición de dos fracciones.
3. -(l/m) = -l/m = l/-m, m ≠ 0, Opuesto de una fracción
4. l/m × n/p = ln/mp,  m,p ≠ 0. Multiplicación de dos fracciones
5. (l/m)-1 = m/l, l, m ≠ 0. Inverso multiplicativo.[5]

Se consideran los elementos identidades: 
1. 1 = m/m para cualquier m no nulo.
2. 0 = 0/m para todo m≠0.

## Ejemplos de cuerpos

### Racionales y algebraicos
Los números racionales es un cuerpo de números que incluye un subconjunto isomorfo a los números enteros, que por abuso de notación también se designa como {\displaystyle \mathbb {Z} }. Todo número racional puede representarse por un conjunto de fracciones, pero el conjunto de los racionales no debe identificarse con el conjunto de las fracciones (ya que 1/2 y 2/4 son dos fracciones diferentes que representan el mismo número racional). Para definir los racionales debe considerarse una relación de equivalencia sobre el conjunto de las fracciones:

{\displaystyle F=\left\{{a \over b}|a,b\in \mathbb {Z} ,b\neq 0\right\}}

La relación de equivalencia entre dos fracciones a/b y c/d están relacionadas si ad = bc, es decir:

{\displaystyle {\frac {a}{b}}\thicksim {\frac {c}{d}}\iff ad=bc}

En esas condiciones el conjunto de los racionales es el conjunto de clases de equivalencia en que el conjunto de las fracciones queda dividido {\displaystyle \mathbb {Q} =F/\thicksim }.
Los números racionales no forman un cuerpo algebraicamente cerrado, un importante teorema de la teoría de cuerpos demuestra la existencia de un cuerpo algebraicamente cerrado que contiene al primero (estrictamente un conjunto isomorfo). Dado que los racionales no son algebraicamente cerrados, existe y puede construirse su clausura algebraica {\displaystyle \mathbb {A} }, este conjunto se denomina cuerpo de los números algebraicos, puede demostrarse que:

{\displaystyle \mathbb {Q} \subsetneq \mathbb {A} \subsetneq \mathbb {C} ,\qquad \mathbb {A} \nsubseteq \mathbb {R} }

Los números complejos contienen tanto al cuerpo de números algebraicos como a los números reales. Sin embargo los reales no contienen a los algebraicos ya que por ejemplo {\displaystyle i={\sqrt {-1}}\in \mathbb {A} }. Además puede demostrarse que los números racionales y los números algebraicos son conjuntos numerables mientras que los reales y los complejos no lo son:

{\displaystyle {\text{card}}\ \mathbb {Q} ={\text{card}}\ \mathbb {A} =\aleph _{0}<{\text{card}}\ \mathbb {R} ={\text{card}}\ \mathbb {C} =2^{\aleph _{0}}}

### Números reales, complejos yp-ádicos
Los números reales {\displaystyle \mathbb {R} } con las operaciones usuales forman un cuerpo.
Los números hiperreales forman un cuerpo que contiene los reales, más los números infinitesimales e infinitos. Los números surreales forman un cuerpo que contiene los reales, a excepción del hecho de que son una clase propia, no un conjunto. El conjunto de todos los números surreales con el «cumpleaños» menor que un cierto cardinal inaccesible es un cuerpo.
Los números reales contienen varios subcuerpos interesantes: los números reales algebraicos, los números computables, y los números definibles.
Los números complejos {\displaystyle \mathbb {C} } consisten en expresiones del tipo
a + bi
donde i es la unidad imaginaria, i.e., un número (no real) que satisface i2 = −1.
Adición y multiplicación de los números reales son definidos de tal manera para que todos los axiomas del cuerpo se cumplen para C. Por ejemplo, la ley distributiva cumple
(a + bi)·(c + di) = ac + bci + adi + bdi2, que es igual a ac−bd + (bc + ad)i.
Los números racionales se pueden ampliar a los cuerpos de números p-ádicos {\displaystyle \mathbb {Q} _{p}} para cada número primo p, que forman un cuerpo normado. Cada uno de esos cuerpos admite una clausura algebraica {\displaystyle {\bar {\mathbb {Q} }}_{p}}. Estas clausuras algebraicas aún puden ser completadas hasta formar un espacio métrico completo.

### Cuerpos finitos
El cuerpo más pequeño tiene solamente dos elementos: 0 y 1. Se denota por {\displaystyle {\mathbb {F} }_{2}} o {\displaystyle {\mathbb {Z} }_{2}} y  a veces puede definirse mediante las dos tablas
{\displaystyle {\begin{array}{|c|c|c|}\hline +&\mathbf {0} &\mathbf {1} \\\hline \mathbf {0} &0&1\\\mathbf {1} &1&0\\\hline \end{array}}\quad {\begin{array}{|c|c|c|}\hline \cdot &\mathbf {0} &\mathbf {1} \\\hline \mathbf {0} &0&0\\\mathbf {1} &0&1\\\hline \end{array}}}
Tiene aplicaciones importantes en informática, especialmente en álgebra de Boole, criptografía y teoría de la codificación.
Más generalmente, para un número primo {\displaystyle p}, el conjunto de los «números enteros» módulo {\displaystyle p} es un cuerpo finito con los {\displaystyle p} elementos: esto se escribe a menudo como {\displaystyle {\mathbb {Z} }_{p}=\{0,1,...,p-1\}} donde las operaciones son definidas realizando la operación en {\displaystyle \mathbb {Z} }, dividiendo por {\displaystyle p} y tomando el resto, ver aritmética modular.

### Cuerpos de funciones
Para un cuerpo dado K, el conjunto K(X) de funciones racionales en la variable X con coeficientes en K es un cuerpo; esto se define como el conjunto de cocientes de polinomios con coeficientes en K.
Si K es cuerpo, y p(X) es un polinomio irreducible en un anillo de polinomios F[X], entonces el cociente F[X]/<p(X)> es un cuerpo con un subcuerpo isomorfo a K. Por ejemplo, R[X]/(X2+1) es un cuerpo (de hecho, es isomorfo al cuerpo de los números complejos).
Cuando K es un cuerpo, el conjunto K[[X]] de series formales de Laurent sobre K es un cuerpo.
Si V es una variedad algebraica sobre K, entonces las funciones racionales V → K forman un cuerpo, el cuerpo de funciones V. Si S es una superficie de Riemann, entonces las funciones meromorfas de S → C forman un cuerpo.

### Ultrafiltros
Si I es un conjunto de índices, U es un ultrafiltro sobre I, y Ki es un cuerpo para cada i en I, el ultraproducto de Ki (usando U) es un cuerpo.

### Subcuerpos
Sean E y K dos cuerpos con E un subcuerpo de K (es decir, un subconjunto de K que contiene 0 y 1, cerrado bajo las operaciones + y * de K y con sus propias operaciones definidas por restricción). Sea x un elemento de K no en E. Entonces E(x) se define como el subcuerpo más pequeño de K que contiene a E y a x. Por ejemplo, Q(i) es el subcuerpo de los números complejos C que consisten en todos los números de la forma a+bi donde a y b son números racionales.

## Algunos teoremas iniciales
- El conjunto de elementos diferentes de cero de un cuerpo K (denotado típicamente por K×) es un grupo abeliano bajo multiplicación. Cada subgrupo finito de K× es cíclico.

- La característica de cualquier cuerpo es cero o un número primo. (la característica se define como el número entero positivo más pequeño n tal que n·1 = 0, o cero si no existe tal n; aquí n·1 significa n sumandos 1 + 1 + 1 +... + 1.)

- Si {\displaystyle q>1} es una potencia de un número primo, entonces existe (salvo isomorfismo) exactamente un cuerpo finito con {\displaystyle q} elementos. Además, estos son los únicos cuerpos finitos posibles.

- Como anillo, un cuerpo no tiene ningún ideal excepto {0} y sí mismo.

- Todo anillo de división finito es un cuerpo (teorema de Wedderburn).

- Para cada cuerpo K, existe (salvo isomorfismo) un cuerpo único G que contiene a K, es algebraico sobre K, y es algebraicamente cerrado. G se llama la clausura algebraica de K.

## Construcciones de cuerpos

### Subcuerpos e ideales
Si un subconjunto E de un cuerpo (K,+,·) junto con las operaciones ·, + restringido a E es en sí mismo un cuerpo, entonces se llama un subcuerpo de K. Tal subcuerpo tiene los mismos 0 y 1 que K.
Sea {\displaystyle (K,+,\cdot )} un cuerpo, y {\displaystyle E\subset K}. Se dice que {\displaystyle \ E} es subcuerpo de {\displaystyle \ K} o que {\displaystyle \ K} es extensión de {\displaystyle \ E} si se cumple que {\displaystyle (E,+,\cdot )} es un cuerpo cuando las operaciones {\displaystyle \ (+)} y {\displaystyle (\cdot )} se restringen a {\displaystyle \ E}. En particular, {\displaystyle \ E} será entonces un subanillo de {\displaystyle (K,+,\cdot )}. Se tiene entonces que {\displaystyle \ (E,+)} y {\displaystyle (E\setminus \{0\},\cdot )} son subgrupos respectivos de los grupos abelianos {\displaystyle \ (K,+)} y {\displaystyle (K\setminus \{0\},\cdot )}.
Como todo cuerpo es un anillo, podríamos preguntarnos por la forma que tengan sus ideales. Para empezar, como todo cuerpo es anillo conmutativo, todo ideal por la izquierda es ideal (bilátero) y todo ideal por la derecha es también ideal (bilátero). Así pues solo hemos de estudiar los ideales del cuerpo.
Si {\displaystyle \ I} es ideal del cuerpo {\displaystyle \ K}, entonces todo elemento no nulo {\displaystyle a\in K} ha de tener inverso, {\displaystyle a^{-1}\in K}, luego {\displaystyle \ a} es una unidad de {\displaystyle \ K} [esto es, {\displaystyle a\in U(K)}], y se tendrá que {\displaystyle I\cap U(K)\neq \varnothing }, es decir, {\displaystyle \ I=K}. De esta manera, los únicos ideales de un cuerpo son el propio cuerpo y el ideal nulo.

### Cuerpo de fracciones
Dado un anillo {\displaystyle {\mathcal {A}}}, que además sea un dominio de integridad, se denomina «cuerpo de fracciones» de {\displaystyle {\mathcal {A}}} al cuerpo formado por el cociente del conjunto {\displaystyle {\mathcal {A}}\times {\mathcal {A}}^{*}} (donde {\displaystyle {\mathcal {A}}^{*}} denota el conjunto de elementos de {\displaystyle {\mathcal {A}}} distintos de cero) bajo la relación de equivalencia {\displaystyle {\mathcal {R}}} definida por:
{\displaystyle (a,b)\ {\mathcal {R}}\ (c,d)\ \leftrightarrow \ ad=bc},
junto con las operaciones
suma:  {\displaystyle (a,b)+(c,d)=(ad+bc,bd)}, y
producto: {\displaystyle (a,b)\times (c,d)=(ac,bd)}.
El par {\displaystyle (a,b)} se suele representar como {\displaystyle {\frac {a}{b}}}, y el cuerpo de fracciones se denota como {\displaystyle Q({\mathcal {A}})}. El cuerpo de los números racionales se obtiene de esta manera a partir del anillo de los enteros, siendo las operaciones suma y producto generalizaciones de los usuales para aquel conjunto numérico.
El cuerpo de fracciones de un anillo es, salvo isomorfismo, el menor cuerpo que contiene a dicho anillo: si {\displaystyle \mathbb {F} } es un cuerpo que contiene a un anillo  {\displaystyle {\mathcal {A}}}, entonces  {\displaystyle {\mathcal {A}}\subset Q({\mathcal {A}})\subseteq \mathbb {F} }. En particular, {\displaystyle Q(\mathbb {F} )=\mathbb {F} }.
La construcción del cuerpo de funciones se puede generalizar a anillos conmutativos arbitrarios para formar «anillos de fracciones», pero en este caso el conjunto {\displaystyle {\mathcal {D}}} de denominadores permitidos (en lugar de {\displaystyle {\mathcal {A}}^{*}}) debe ser un subconjunto cualquiera no vacío, que no contenga al cero ni a divisores de cero, y que sea cerrado bajo multiplicación. El anillo resultante no es un cuerpo, pero todo elemento de {\displaystyle {\mathcal {D}}} es una unidad en dicho anillo.

### Cuerpo de funciones racionales en n indeterminadas
Dado un dominio de integridad {\displaystyle {\mathcal {A}}}, con cuerpo de fracciones {\displaystyle \mathbb {K} }, el anillo de polinomios en {\displaystyle n} indeterminadas  {\displaystyle {\mathcal {A}}[X_{1},...,X_{n}]} es a su vez un dominio de integridad. Podemos entonces aplicar la construcción anterior a este anillo de polinomios para obtener el cuerpo de fracciones {\displaystyle Q({\mathcal {A}}[X_{1},...,X_{n}])}.
Análogamente se puede construir el cuerpo de fracciones del anillo de polinomios en {\displaystyle n} indeterminadas  {\displaystyle \mathbb {K} [X_{1},...,X_{n}]}, que toman coeficientes en {\displaystyle \mathbb {K} }. Ambos cuerpos de fracciones coinciden; se denomina a este como «cuerpo de funciones racionales en n indeterminadas» con coeficientes en {\displaystyle \mathbb {K} }, y se denota por {\displaystyle \mathbb {K} (X_{1},...,X_{n})}.
En consecuencia,  {\displaystyle \mathbb {K} (X_{1},...,X_{n})} está formado por los cocientes de polinomios 

{\displaystyle \mathbb {K} (X_{1},...,X_{n})=\left\{{\frac {P(X_{1},...,X_{n})}{Q(X_{1},...,X_{n})}}{\Big |}\ P,Q\in \mathbb {K} [X_{1},...,X_{n}],Q\neq 0\right\}/{\mathcal {R}}}

donde:
{\displaystyle {\frac {P}{Q}}{\mathcal {R}}{\frac {R}{S}}\iff PS=QR}.

### Extensión de cuerpos
Una extensión algebraica de un cuerpo K es el cuerpo más pequeño que contiene a K y una raíz de un polinomio irreducible p(X) en K [X]. Alternativamente, es idéntico al anillo factor K [X]/(p(X)), donde (p(X)) es el ideal generado por p(X).

### Cuerpo ordenado
Un cuerpo ordenado es un cuerpo en el que se puede definir una relación de orden que sea compatible con las operaciones de cuerpo, es decir:
{\displaystyle (x<y)\Rightarrow (x+z<y+z)}, para cualquier x, y y z.
{\displaystyle (x>0\land y>0)\Rightarrow x\cdot y>0}, para cualquier x e y.
{\displaystyle x>0\Leftrightarrow -x<0}, para cualquier x.
Los racionales {\displaystyle \mathbb {Q} } y los reales {\displaystyle \mathbb {R} } son cuerpos ordenados, en cambio en los complejos {\displaystyle \mathbb {C} } no es posible definir un orden compatible con las operaciones de grupo (si i > 0 se sigue que -1 > 0, si i < 0 se sigue que (-i)(-i) = -1 > 0).

## Cuerpos con estructura adicional
Dado que los cuerpos son omnipresentes en las matemáticas y más allá, se han adaptado varios refinamientos del concepto a las necesidades de áreas matemáticas particulares.

### Cuerpos ordenados
Un cuerpo F se denomina cuerpo ordenado si se pueden comparar dos elementos cualesquiera, de modo que x + y ≥ 0 y xy ≥ 0 siempre que x ≥ 0 y y ≥ 0. Por ejemplo, los números reales forman un cuerpo ordenado, con el orden habitual ≥. El teorema de Artin-Schreier establece que un cuerpo se puede ordenar si y solo si es un cuerpo formalmente real, lo que significa que cualquier ecuación cuadrática
{\displaystyle x_{1}^{2}+x_{2}^{2}+\dots +x_{n}^{2}=0}
solo tiene la solución x1= x2= ⋯= xn= 0. El conjunto de todas las órdenes posibles en un cuerpo fijo F es isomorfo al conjunto de los homomorfismos de anillos desde el anillo de Witt W(F) de formas cuadráticas sobre F hacia Z.
Un cuerpo arquimediano es un cuerpo ordenado tal que para cada elemento existe una expresión finita
1 + 1 + ⋯ + 1
cuyo valor es mayor que ese elemento, es decir, no hay infinitos elementos. De manera equivalente, el cuerpo no contiene infinitesimales (es decir, elementos más pequeños que todos los números racionales); o, aún equivalentemente, el cuerpo es isomorfo a un subcuerpo de R.

Cada conjunto real acotado tiene una cota superior mínima

Un cuerpo ordenado es completo de Dedekind si existen todas las cotas superiores, las cotas inferiores (consúltese el artículo cortes de Dedekind) y los límites que deberían existir, existen. Más formalmente, se requiere que cada subconjunto acotado de F tenga un límite superior mínimo. Todo cuerpo completo es necesariamente arquimediano, ya que en todo cuerpo no arquimediano no hay ni el mayor infinitesimal ni el menor racional positivo, por lo que la sucesión 1/2, 1/3, 1/4, ..., cuyos elementos son mayores que todos los infinitesimales, no tiene límite.
Dado que cada subcuerpo propio de los reales también contiene tales espacios, R es el único cuerpo ordenado completo, salvo isomorfismos. Varios resultados fundamentales en cálculo infinitesimal se derivan directamente de esta caracterización de los números reales.
Los números hiperreales R* forman un cuerpo ordenado que no es arquimediano. Es una extensión de los números reales obtenidos al incluir números infinitos e infinitesimales. Estos son más grandes y más pequeños respectivamente que cualquier número real. Los hiperreales forman la base fundamental del análisis no estándar.

### Cuerpos topológicos
Otro refinamiento de la noción de cuerpo es un cuerpo topológico, en el que el conjunto F es un espacio topológico, de modo que todas las operaciones del cuerpo (suma, multiplicación, las aplicaciones a ↦ −a y a ↦ a−1) son continuas con respecto a la topología del espacio.
La topología de todos los cuerpos discutidos a continuación se induce a partir de una métrica, es decir, una función
d : F × F → R,
que mide una distancia entre dos elementos cualesquiera de F.
La completación de F es otro cuerpo en el que, informalmente hablando, se rellenan los huecos del cuerpo original F, si los hay. Por ejemplo, cualquier número irracional x, como x= √2, es una brecha en los racionales Q en el sentido de que es un número real que puede aproximarse arbitrariamente mediante números racionales p/q, dado que la distancia de x y p/q dada por el valor absoluto | x − p/q | es tan pequeña como se desee.
La siguiente tabla enumera algunos ejemplos de esta construcción. La cuarta columna muestra un ejemplo de sucesión cero, es decir, una secuencia cuyo límite (para n → ∞) es cero.
| Cuerpo                       | Métrica                                                       | Completación          | Secuencia cero |
| ---------------------------- | ------------------------------------------------------------- | --------------------- | -------------- |
| Q                            | \| x − y \| (valor absoluto usual)                            | R                     | 1/n            |
| Q                            | obtenido usando la valoración p-ádica, para un número primo p | Qp (números p-ádicos) | pn             |
| F(t) (F en cualquier cuerpo) | obtenido usando la valoración t-ádica                         | F((t))                | tn             |

El cuerpo Qp se usa en teoría de números y en análisis p-ádico. La clausura algebraica Qp lleva una única norma que amplía la de Qp, pero no es completa. Sin embargo, la completación de este cierre algebraico es algebraicamente cerrada. Debido a su analogía aproximada con los números complejos, a veces se le llama el cuerpo de los números p-ádicos complejos y se denota por Cp.

#### Cuerpos locales
Los siguientes cuerpos topológicos se denominan cuerpos locales:
- Extensiones finitas de Qp (cuerpos locales de característica cero)
- Extensiones finitas de Fp((t)), el cuerpo de la serie de Laurent sobre Fp (cuerpos locales de característica p).

Estos dos tipos de cuerpos locales comparten algunas similitudes fundamentales. En esta relación, los elementos p ∈ Qp y t ∈ Fp((t)) (denominados uniformizadores) se corresponden entre sí. La primera manifestación de esto es a nivel elemental: los elementos de ambos cuerpos pueden expresarse como series de potencias en el uniformizador, con coeficientes en Fp. Sin embargo, dado que la suma en Qp se realiza mediante acarreo, que no es el caso en Fp((t)), estos cuerpos no son isomorfos). Los siguientes hechos muestran que esta similitud superficial es mucho más profunda:
- Cualquier declaración lógica de primer orden que sea verdadera para casi todos los Qp también lo es para casi todos los Fp((t)). Una aplicación de esto es el teorema de Ax-Kochen, que describe ceros de polinomios homogéneos en Qp.
- Las extensiones mansamente ramificadas de ambos cuerpos están en biyección entre sí.
- Contiguas a raíces arbitrarias de potencia p de p (en Qp), respectivamente de t (en Fp((t))), se obtienen extensiones (infinitas) de estos cuerpos conocidas como cuerpos perfectoides. Sorprendentemente, los grupos de Galois de estos dos cuerpos son isomorfos, lo cual es el primer atisbo de un paralelismo notable entre estos dos cuerpos:[17] {\displaystyle \operatorname {Gal} \left(\mathbf {Q} _{p}\left(p^{1/p^{\infty }}\right)\right)\cong \operatorname {Gal} \left(\mathbf {F} _{p}((t))\left(t^{1/p^{\infty }}\right)\right).}

### Cuerpos diferenciales
Los cuerpos diferenciales son cuerpos equipados con una derivación, es decir, permiten tomar derivadas de elementos en el cuerpo. Por ejemplo, el cuerpo R(X), junto con la derivada estándar de polinomios forma un cuerpo diferencial. Estos cuerpos son fundamentales para teoría diferencial de Galois, una variante de la teoría de Galois que se ocupa de las ecuaciones diferenciales lineales.